# Max Nagel (Politiker, 1949)
Max Nagel (* 31. Oktober 1949 in Mannheim; † 20. März 2004 ebenda) war ein deutscher Politiker (SPD).

## Leben
Nach der Volksschule legte Max Nagel die Mittlere Reife an einer Höheren Handelsschule ab. Danach absolvierte er eine Ausbildung zum Industriekaufmann bei dem Bauunternehmen Rheinhold & Mahla und war dort anschließend in der Rechtsabteilung tätig. 1964 wurde er Mitglied der Deutschen Angestellten-Gewerkschaft, für die er ab 1974 hauptamtlich tätig war. 1983 wechselte Nagel zur IG Metall und übernahm 1985 den Vorsitz des DGB-Kreises Mannheim. 2004 erlag er den Folgen einer Herzoperation. Max Nagel war verheiratet und hatte ein Kind.
1989 wurde Max Nagel für die SPD, in der er seit 1967 Mitglied war, in den Mannheimer Gemeinderat gewählt. Von 1992 bis zu seinem Tod im Jahr 2004 war er direkt gewähltes Mitglied des Landtags von Baden-Württemberg für den Wahlkreis Mannheim I. Dort war er stellvertretender Vorsitzender der SPD-Landtagsfraktion und ab 2001, als erster Sozialdemokrat seit 25 Jahren, Vorsitzender des Innenausschusses. Für ihn rückte Roland Weiß in den Landtag nach.